# 共和国議会 (ポルトガル)
共和国議会（きょうわこくぎかい、ポルトガル語: Assembleia da República）は、ポルトガルの議会。リスボンのサン・ベント宮殿に設置されている。一院制。
ポルトガル共和国憲法には、「議会は全てのポルトガル市民の代表者会議である」と規定されており、国の最高権威機関のひとつである。

## 議会運営
共和国議会は、総選挙実施から次期総選挙までの4年間を1会期とする。通常は毎年9月15日に議会が開会し、翌年の6月30日に閉会される（憲法第174条）。閉会中の7月1日から9月14日までは常任委員会が開催される。大統領は議会を解散する権限を有しているが、議会選挙後6ヶ月を経過していない場合、大統領の任期が終了する6ヶ月前、戒厳令下及びその他の非常事態の間は解散することはできない。

## 議会の権限と職務
共和国議会が有する権限は以下のとおりである。
- 主な権限（憲法第161条～165条に規定）[1]
  - 憲法改正の承認
  - 法律制定に関する権限（憲法により、立法権を政府に委任している事項は除く）
  - 経済計画及び国家予算の承認
  - 条約の批准
  - 大統領就任の任命
  - 大統領による犯罪の訴追
  - 内閣信任又は不信任決議
  - 地方政府機関の解散決定
  - 憲法裁判所（Tribunal Constitucional）判事の指名
    - 憲法裁判所の13人の裁判官のうち10人を指名[注釈 1]。

  - 戒厳令又は非常事態宣言の認可及び妥当性の評価

不信任決議によって政府を解散させる権限、法律を変更する権限、3分の2の賛成によって憲法を改正する権限を有する。またこれらの重要な権限に加えて、広範囲の立法権、予算の決定権、政府の増税や借金を認可する権利、条約、国際協定などを承認する権利、大統領により発せられる宣戦布告または和平協定を承認もしくは拒否する義務を与えられている。さらに議会は内閣における閣僚16人のうち7人を任命する。
また議会は新政権が発足した場合は、迅速にその中身を調査し承認しなければならず、議会が政権の活動に対する審査委員会の設立を要求することが議院法で許されている。政権の活動を止められない場合でも、議会における反対勢力は、政権の活動を調査する権利を持つ。政党によるグループもまた政権の政策に対する質問を求めることができる。

## 委員会
法案の審議、政府や関係機関から意見を聴取するために設置されている委員会（Comissão）は以下のとおりである。なお、議員は原則一つ以上の委員会に所属しなければならない。
- 主な委員会[2]
  - 権利、自由保障及び憲法事項に関する委員会
  - 外務委員会
  - 国家防衛委員会
  - 欧州共同体委員会
  - 経済・財政・企画委員会
  - 教育・科学・文化委員会
  - 自治・公共事業・環境委員会
  - 厚生委員会
  - 労働・雇用・社会保障委員会
  - 青少年委員会
  - 平等委員会
  - 倫理委員会

## 構成
議員の数は、当初250人とされていたが、1989年の憲法改正により180人から230人までとなった。議員は4年に1度の選挙によって選ばれる。22の選挙区があり、その内訳は本土に18、アゾレス、マデイラの自治区にそれぞれ1つずつ、海外在住のポルトガル人のために2つが設置されている。海外在住ポルトガル人のための2選挙区を除き、選出される議員はドント方式の比例代表制によって決定される。選挙区によって議員の数は大きく異なり、例えばリスボン県は48人、ポルタレグレ県は2人である。なお現在、定数削減をした上で小選挙区制を加味した選挙制度への改正が議論されているが、推進派の社会党と社民党の間で妥協が成立せず実現には至っていない。
| 党派 | 党派                           | 議席数 |
| ---- | ------------------------------ | ------ |
|      | 社会民主党（PPD/PSD）          | 78     |
|      | 社会党（PS）                   | 78     |
|      | シェーガ（CH）                 | 50     |
|      | リベラル・イニシアティヴ（IL） | 8      |
|      | 左翼ブロック（BE）             | 5      |
|      | ポルトガル共産党（PCP）        | 4      |
|      | リヴレ(L)                      | 4      |
|      | 民主社会中道・人民党（CDS-PP） | 2      |
|      | 人民・動物・自然（PAN）        | 1      |